# Pachycondyla suspecta
Pachycondyla suspecta är en myrart som först beskrevs av Santschi 1914.  Pachycondyla suspecta ingår i släktet Pachycondyla och familjen myror. Inga underarter finns listade i Catalogue of Life.

## Bildgalleri